# 에브라초수쿠스

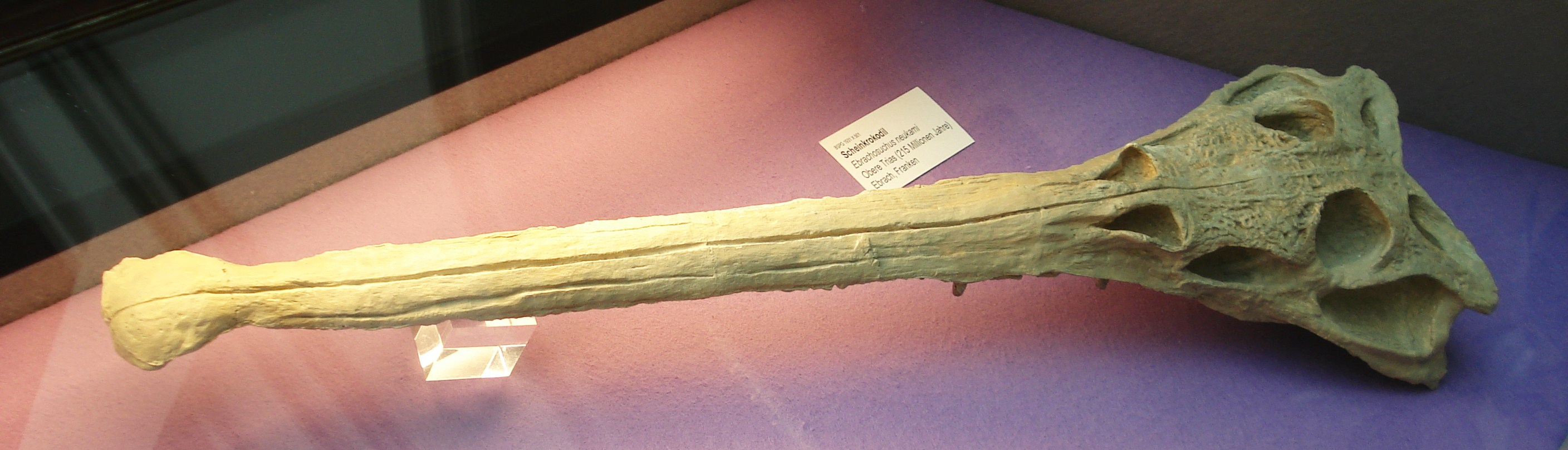

에브라초수쿠스(학명:Ebrachosuchus neukami)는 악어목 피토사우루스과에 속하는 악어이다. 지금은 멸종된 악어로 몸길이가 4~7m인 거대한 악어에 속한다.

## 특징
에브라초수쿠스느 다른 피토사우루스와 똑같이 넒은 주둥이와 부분적으로 확장된 두개골을 가진 것이 특징이다. 수영을 하는 데에 적합하도록 발의 모습이 물갈퀴의 모습으로 변했으며 앞다리에 비해 뒷다리가 더 긴 것이 특징이다. 분류학적으로 따지면 기초 피토사우루스과에서 바이에른의 후기 트라이아스기( 늦Carnian 무대), 남부 독일에서 알려진 에브라초수쿠스는 멸종된 악어의 하나에 속이다. 그것은 정기준 BSPG 1931년 X501, 완전한 두개골 두 mandibles 실종된 유일하게 알려져 있다. 그것은 에브라하 채석장, 후반 Carnian-aged Blasensandstein이란 종 중에 하나로서 Hassberge 구성 변화에서 침대 수 9시에 수집한 것이다. 그것은 처음으로 오스카 쿤에 의해 1936년에, 형식적인 종으로는 Ebrachosuchus neukami로 선정되었다. 헌트와 Lucas는 실수로 Francosuchus angustifrons에 Ebrachosuchus angustifrons로서 Eneukami의 동의어와 다른 두개의 Francosuchus 종 중에 하나인 F.broilii 그리고 Flatus로 생각했다. 게다가 그들은 Paleorhinus고, 전자를 Ebrachosuchus synonymized가 종의 재배치하는 방안이다. 후속 연구들이 이러한 추천을 모두 받아들였다. Paleorhinus(P.bransoni)의 형식과 함께 독특한 synapomorphies를 공유하는 동안 Fangustifrons P.angustifrons는 자매 분류군으로서 발견되었다가 재이관되었다. 더 최근에는 하나의 계통의 분석에 대해 더 밀접하게 Phytosauridae에 Paleorhinus보다 로사 Ebrachosuchus re-validated인 것으로 밝혀진 E.neukami을 발견했다로 되어 그들은 nomina dubia로 발견되었다. F.broilii 그리고 Flatus 또한 Eneukami에서 제거되었다. 양턱에는 삼각형 모양의 날카로운 이빨들이 20~25개로 촘촘히 있어서 이것을 통하여 먹이를 포획하거나 절단하는 데에 사용하여 먹이를 삼켰을 것으로 추정이 된다. 먹이로는 당대에 서식하던 물고기, 갑각류와 같은 육식성의 먹이와 양치식물과 같은 채식성의 먹이를 모두 섭이했을 잡식성의 악어로 추정이 된다.

## 생존시기와 서식지와 화석의 발견
에브라초수쿠스가 생존하던 시기는 중생대의 트라이아스기 후기로 지금으로부터 약 2억년전~1억 8천만년전에 서식했던 악어이다. 생존했던 시기에는 유럽을 중심으로 하는 강과 호수에서 주로 서식했던 악어가 된다. 화석의 발견은 1936년에 독일의 고생물학자인 오스카 쿤이 독일의 트라이아스기에 형성된 지층에서 처음으로 화석을 발견하여 새롭게 명명된 종이다.

## 같이 보기
- 악어
- 중생대
- 트라이아스기
- 파충류
- 화석